# Kjeholmen (Bjørnafjorden)
Ne doit pas être confondu avec Kjeholmen, Kjeholmen (Masfjorden) ou Kjeholmen (Sveio).
Kjeholmen est une île dans le landskap Sunnhordland du comté de Vestland. Elle appartient administrativement à Bjørnafjorden.

## Géographie
Rocheuse et couverte d'arbres, elle s'étend sur environ 286 m de longueur pour une largeur approximative de 90 m.